# IC 4121
IC 4121 ist ein Stern im Sternbild Haar der Berenike am Nordsternhimmel. Das Objekt wurde am 27. Januar 1904 vom deutschen Astronomen Max Wolf entdeckt und fälschlicherweise in den Index-Katalog aufgenommen.